# Drobyc'kyj Jar
Drobyc'kyj Jar (in ucraino Дробицький Яр?; in russo Дробицкий Яр?, Drobickij Jar) è un luogo isolato con un burrone vicino a Charkiv in Ucraina dove, a partire dal dicembre del 1941, le truppe di occupazione naziste che invasero l'Unione Sovietica durante la seconda guerra mondiale iniziarono a uccidere la popolazione locale, in particolare gli ebrei. Nella sola giornata del 15 dicembre furono fucilati circa 15 000 ebrei. Il monumento del sito è stato semidistrutto dalle forze militari russe durante l'invasione dell'Ucraina il 26 marzo 2022.

## Storia

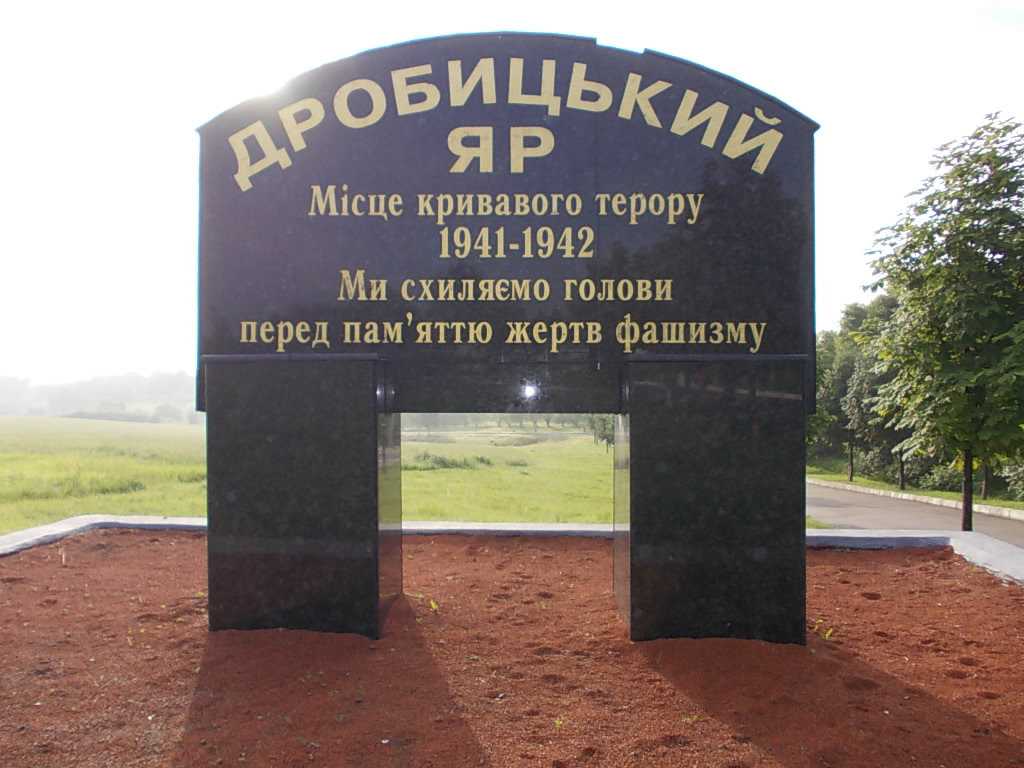
Complesso commemorativo di Drobyc'kyj Jar

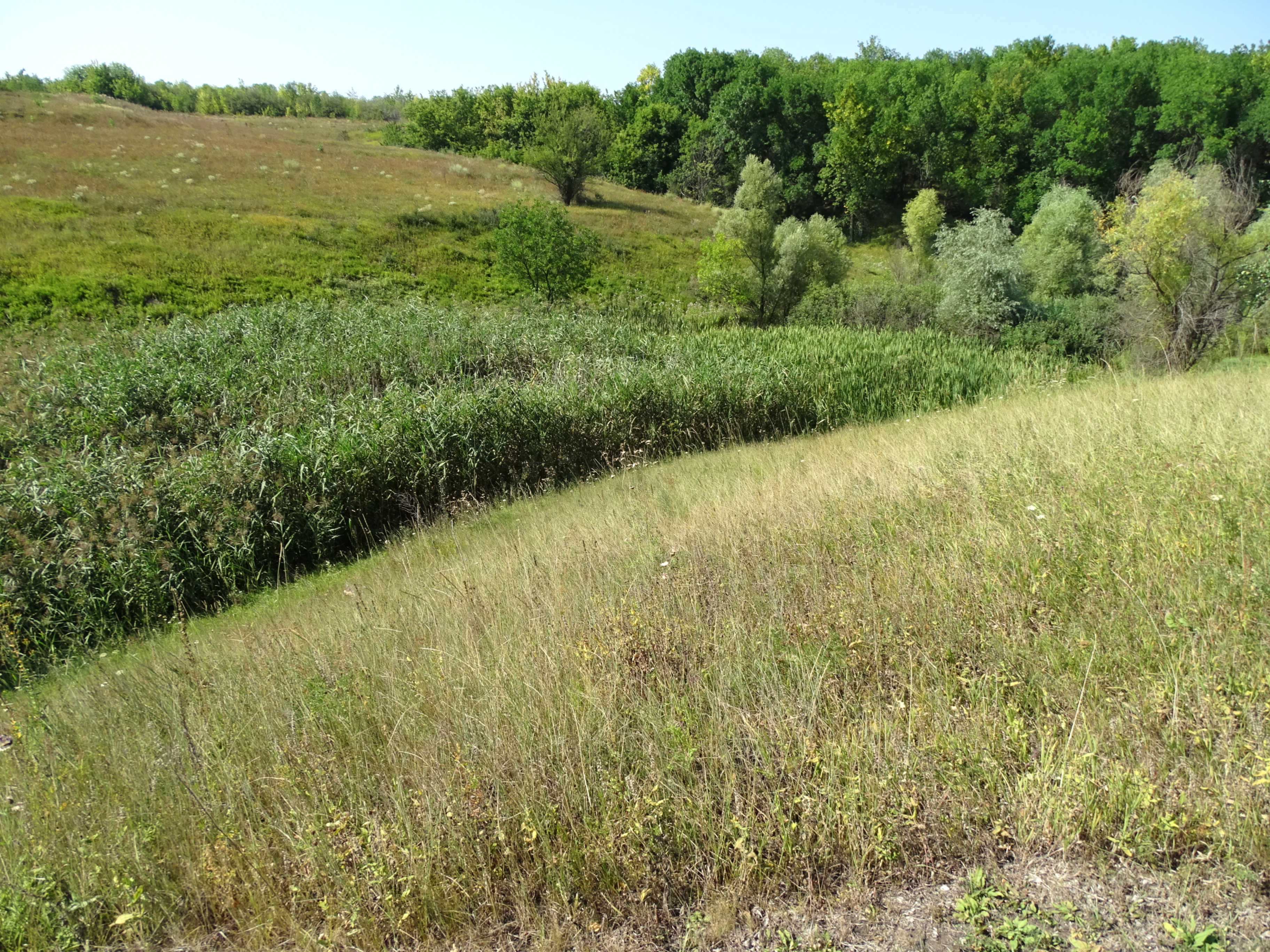
Aree verdi dove venne eseguito lo sterminio di massa tra il 1941 e il 1942 come apparivano nel 2018

Malgrado la firma del Patto Molotov-Ribbentrop dell'agosto 1939, meno di due anni dopo, il 22 giugno 1941, iniziò l'invasione del territorio dell'Unione Sovietica con l'Operazione Barbarossa, che rientrava nel progetto della Germania nazista chiamato Generalplan Ost.
Le truppe della Wehrmacht in Ucraina e in altri paesi dell'est erano seguite dai reparti speciali delle Einsatzgruppen col compito specifico di eliminare ebrei, zingari e avversari politici e furono principalmente questi prima a rinchiudere in un ghetto gli ebrei e quasi subito ad ucciderli in prossimità del burrone o mediante fucilazione o semplicemente gettando i bambini ancora vivi nelle fosse e lasciandoli morire per il freddo intenso. Entro il febbraio del 1942, tutti gli ebrei di quest'area vennero giustiziati, assieme ai militari sovietici catturati e ai ricoverati negli ospedali psichiatrici.

## Memoriale di Drobyc'kyj Jar

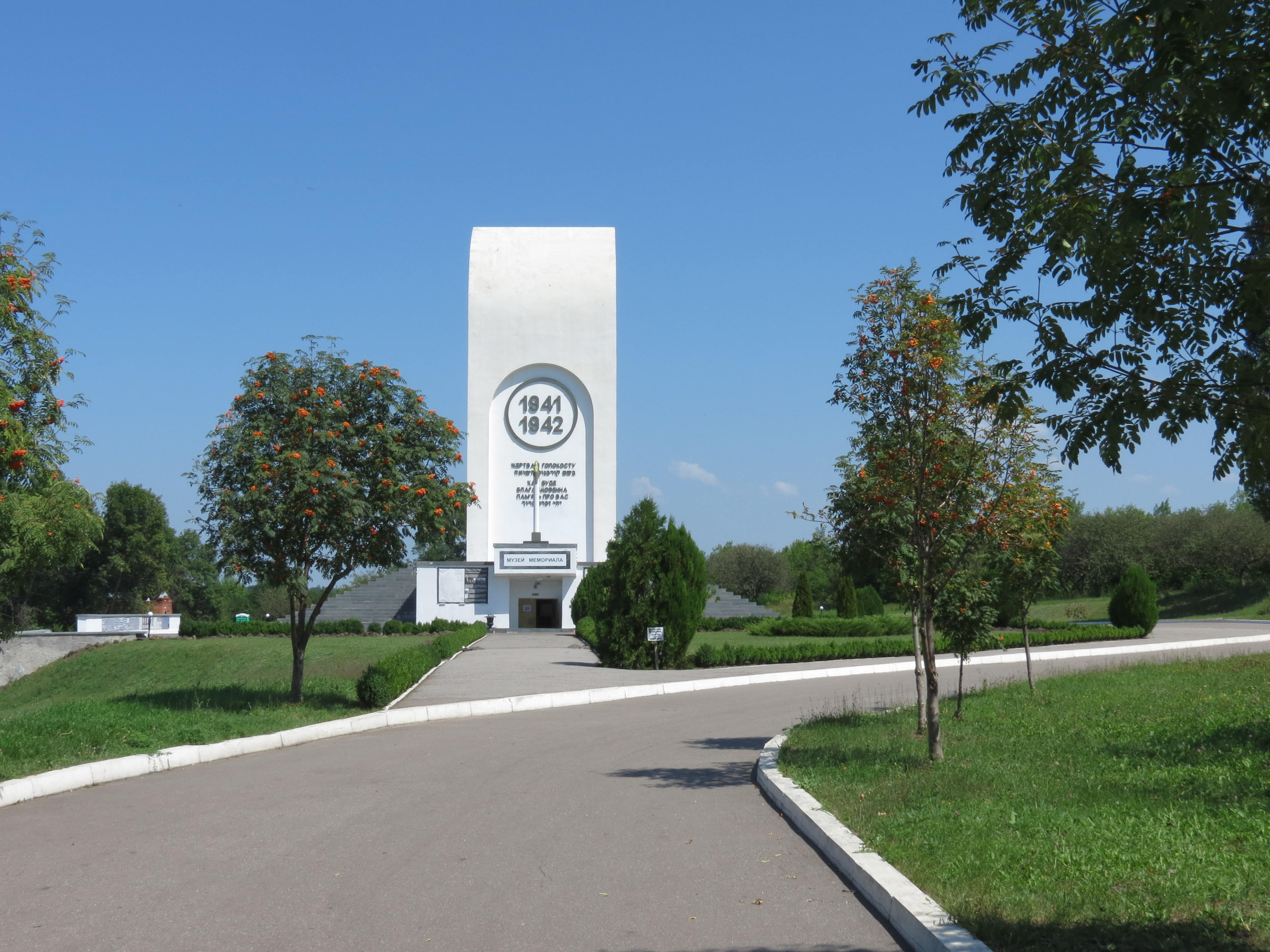
Memoriale

Dopo la decisione del consiglio comunale di Charkiv, è stato costruito il memoriale consacrato dal rabbino capo di Charkiv e da un sacerdote ortodosso nel 1994. La sua costruzione si interruppe per mancanza di fondi e riprese solo nel 2000. Il 13 dicembre 2002 è stata eretta la Menorah monumentale e il 22 agosto 2005 è stata aperta una sala lutto con  migliaia di nomi di vittime scolpiti su tavolette di marmo bianco. Nel 2016 il complesso commemorativo di Drobyc'kyj Jar ha avuto il riconoscimento di monumento di storia e arte monumentale.
Il 26 marzo 2022 il memoriale è stato danneggiato dai bombardamenti delle truppe russe che hanno invaso l'Ucraina.

## Nella cultura di massa
La vicenda dello sterminio di Drobyc'kyj Jar viene ripetutamente citata nel romanzo Hiding in the spotlight: a musical prodigy's story of survival, 1941-1946 di Greg Dawson, uscito in Italia con il titolo La pianista bambina e poi ripreso nel film omonimo.